# Holmöns församling
Holmöns församling var en församling inom Svenska kyrkan i Luleå stift och i Umeå kommun. Församlingen uppgick 2007 i Sävar-Holmöns församling.

## Administrativ historik
Församlingen bildades 1802 som kapellförsamling genom en utbrytning ur Umeå landsförsamling. Den 1 juni 1917 bestämdes det att överföra ansvaret för kyrkobokföringen i kapellförsamlingen från kyrkoherden i Sävar till komministern i Holmön. Enligt beslut den 24 augusti 1923 drogs Holmöns skyldighet in att delta i kostnad för underhåll av Sävars kyrka och blev också annexförsamling.
Församlingen var till 1835 i pastorat med Umeå landsförsamling, för att därefter till 2007 i pastoratet Sävar och Holmön, från 1923 som annexförsamling. Församlingen uppgick 2007 i Sävar-Holmöns församling.

## Kyrkor
- Holmöns kyrka